# Robert Teichmüller
Robert Teichmüller (Braunschweig (Baixa Saxònia), 4 de maig de 1863 - Leipzig, 6 de maig de 1939), va ser un pianista i professor universitari alemany.

## Biografia
Robert Teichmüller va estudiar piano i teoria musical amb Carl Reinecke al Conservatori Reial de Música de Leipzig, fundat per Felix Mendelssohn Bartholdy, on més tard va treballar com a professor universitari i va dirigir la formació de piano des de 1897. El 1908 va ser nomenat professor. Va ser un dels professors de piano més influents de la seva època. El seu cercle d'estudiants incloïa Günther Ramin, Sigfrid Karg-Elert, Kurt Hessenberg, Rudolf Wagner-Régeny, Felix Wolfes, Bruno Hinze-Reinhold, Paul Aron, Jón Leifs, Rudolf Mauersberger, Marc Lavry, Erwin Thiele, Ingrid Marianne Nagler, Rosl Schmid. , Heinrich Sthamer, Herbert Albert i el canadenc Andreas Barban.
Teichmüller també va ser l'editor d'edicions de piano revisades de Wolfgang Amadeus Mozart i Max Reger. Juntament amb el compositor Kurt Herrmann, va ser l'autor de l'obra de 1927 "International Modern Piano Music: A Guide and Advisor".